# Культура Монголии
Культура Монголии складывалась под влиянием кочевого образа жизни монголов. Начиная с XIII века, она тесно взаимодействовала с культурой Тибета, в меньшей мере — Китая. Её окончательному формированию способствует принятие монголами тибетского буддизма. В XX веке сильное влияние на культуру Монголии оказала российская, а через посредство её — европейская культура.

## Традиционная культура

### Языковое наследие

#### Старомонгольское письмо
Старомонгольское письмо (монг. Монгол бичиг), старейшая собственно монгольская система письма. Древнейшим из сохранившихся памятников старомонгольского письма является так называемый Чингисов камень. Исторически использовалось в качестве основного монгольскими народами Монголии, России и Китая.

#### Монгольские письменности
Основной монгольской письменностью является старомонгольское письмо. Производные от него — Тодо-бичиг, Маньчжурское письмо и Вагиндра. Тодо-бичиг был создан в 1648 году буддистским монахом Зая-Пандитом Ойратским для реформации языка и для облегчения транскрипции тибетского языка и санскрита. Маньчжурское письмо это адаптация старомонгольской письменности для письма на маньчжурском языке (1599 год). Вагиндра — письменность, разработана в 1905 году бурятским монахом Агваном Доржиевым так же с целью реформации языка, однако, этим письмом было написано менее дюжины книг.

#### Монгольский язык
Монгольский язык — современный язык монголов, государственный язык Монголии. Национальным языком Монголии стал после Монгольской народной революции (1921) на основе халхаского диалекта. С 1943 года — письменность на основе кириллицы. Сегодня общее число говорящих 5,7 млн.

### Фольклор и народная культура

#### Эпосы, сказания, народные сказки
Произведения устного творчества обычно состоят из аллитерационных стихов, и они известны как улигеры, буквально означающие сказки. Они включают в себя пословицы, связанные с Чингисханом и эпосом вокруг жизни хана, напр., «Сказание о двух белых лошадях Чингисхана». Другие известные эпосы связаны с Гэсэр-ханом. Известны также эпос ойратов — Джангар, история победы Четырёх Ойратов над монголами, и др.

#### Обряды жизненного цикла
Монголы традиционно боялись бед и верили в различные хорошие и плохие предзнаменования. Они могут быть направлены на некоторых шаманов, нарушающих такие табу, как наступ на порог юрты, осквернение воды и др. Наиболее уязвимыми членами семьи были дети, и поэтому им давали специальные имена, как Нэргуй (монг. Безымянный) или Энэбиш (монг. Не этот), или же мальчиков одевали как девочек. Перед выходом ночью, волосы детей младшего возраста иногда окрашивают углём или сажей чтобы обмануть злых духов, показав что это не ребёнок, а кролик с черными волосами на лбу.
При путешествии на обо часто приносится жертва. Приносится она в виде конфет и риса. Делается это для уверенности в безопасности продолжения поездки. К некоторым обо, особенно на высоких горах, также приносят жертву, для хорошей погоды и отворота несчастья и т. п.
У ребёнка первым большим праздником является первая стрижка, как правило происходящая в возрасте от трех до пяти лет.

#### Праздники
Наиболее важным общественным праздником является Надам(монг. игрища). Самый большой из них проходит каждый год на 11-13 июля в Улан-Баторе, но есть также более мелкие, проходящие в аймаках и сомонах. Надом включает соревнования по скачкам, борьбе и стрельбе из лука .
Для семьи самым важным праздником является Цаган Сар (монг.  Цагаан сар - Белый месяц), что примерно эквивалентно тибетскому празднику Лосар и, отчасти, Китайскому Новому году и обычно попадает на январь или февраль. Члены семьи и друзья посещают друг друга, обмениваются подарками — зачастую это хадак и огромное количество бууз.

#### Народные игры
В Монголии популярны шахматы и шашки. В монгольских шахматах следующие обозначения. Нойон (король), Барс (королева), Тэмээ (слон), Морь (конь), Терег (ладья), Хуу (пешка). Правила немногим отличаются от европейских. Весьма широкое распространение имеет и домино. Карточные игры существовали здесь с XIX века, но в настоящее время они не популярны. В Монголии одной из популярных карточных игр является Муушиг.
Лодыжки овец (монг. шагай) используются в различных игры как кости, так и в маркер. Также есть игры «Камень, ножницы, бумага» и Морра. Традиционно популярны различные головоломки.
Весной и осенью проходят гонки на двугорбых верблюдах.

#### Традиционные ценности и национальный характер
В устном народном и профессиональном творчестве традиционно присутствуют такие ценности, как любовь к родителям и тоска по Родине, тоска по месту, где вырос; свободолюбие и независимость. Лошади всегда играли важную роль в повседневной жизни, и, как следствие, образ лошади повсеместно присутствует в культуре страны, начиная с государственного герба. Гостеприимство является очень важной вещью в степи, и поэтому традиционно воспринимается как должное.
Монголы «…к жизни и смерти относятся легко. Беспечность их удивительная. Но одновременно монголы по природе умные люди, обладают большой сметкой, наблюдательностью и насмешливостью. Любопытство монгола не имеет границ. Доброта — главная основа учения Будды — основное свойство монгола».

### Материальная культура

#### Одежда
Монгольское платье мало изменилось со времен Монгольской империи, потому что оно в высшей степени хорошо адаптировано к условиям жизни в степи и для повседневной деятельности. Тем не менее, произошли некоторые изменения в стилях, которые отличают современное монгольское платье от исторического костюма. Дэли или кафтан, является традиционной одеждой и носится как по рабочим дням, так и по праздникам. Это длинный, свободный костюм сокращенный в одно целое с рукавами, имеющий высокий воротник, широко перекрывающийся на фронте. Дээл подпоясывается кушаком.
По изображениям во времена империи, однако, дээл показывают с более открытыми вырезами, и с очень просто вырезанными большими краями. Похожие на дээл одежду носят современные ламы. В дополнение к дээлу и мужчины, и женщины могут носить внизу брюки, и женщины могут также носить юбку. Юбку в том же стиле по-прежнему сегодня носят в части Монголии и Китая. Изображения монголов из персидских и китайских источников часто показывают мужчин и женщин с косой. Волосы у них разделены на две косички, каждая из которых разделена ещё на три. Концы косы затем связывают в петлю и закрепляют на голове, за ушами. Мужчины также бывают бритыми, как правило, оставив только короткий «чуб» спереди и длинные волосы сзади. Те женщины, что были ограничены в браке и имели очень высокий ранг, носили головной убор.. В настоящее время косы зачастую носят как маленькие мальчики, так и девочки. Изредка можно встретить косу и у молодых людей, которые таким образом подчёркивают свою приверженность национальной традиции. У женщин коса остается вполне обычной причёской.
Каждая этническая группа в Монголии имеет свой собственный дизайн дээла отличаются вырезами, цветами и отделкой. До революции, у всех социальных слоев в Монголии была своя манера одеваться. Пастухи, например, носили простой дээл, служивший им зимой и летом. Священники носили желтые дээлы. Светские феодальные князья носили шляпы и шелковые жилеты.

#### Кухня
Монгольская кухня основана, главным образом на мясе и молочных продуктах, при этом существуют некоторые региональные различия. Наиболее распространена баранина, в пустыне и к югу встречается мясо верблюда, а в северных горах говядина (в том числе Як). Молочные продукты изготовляются из кобыльего молока (айраг), крупного рогатого скота, яков, верблюдов (например, взбитые сливки). Популярные блюда включают позы (типа мяса клецки), хуушуур (пирожки с мясом), хорхог (тушеное мясо), и боорцог(сладкое печенье).
Начиная со второй половины XX века, овощи все чаще становятся частью монгольских диет. В столице Улан-Баторе, существует широкий спектр импортного продовольствия.

#### Жилище
Юрта является неотъемлемой частью монгольской культуры. В «Сокровенном сказании монголов» говорится, что монголы живут в войлочных жилищах. Сегодня подавляющая часть населения Монголии живёт в юртах, даже в Улан-Баторе.

## Религия

### Тибетский буддизм
В XVII веке тибетский буддизм стал господствующей религией в Монголии. Также в некоторых отдаленных регионах продолжал существовать традиционный шаманизм. С другой стороны, шаманские практики, такие как поклонения на Обоо, были включены в тибетский буддизм. Ламаизм часто обвиняют в низкой морали и ответственности за то, что основной причиной отсталости Монголии в конце XIX — начале XX века, с другой стороны, роль буддийской церкви в целом бесспорна в культуре Монголии.
Тибетский буддизм и ритуальные религии с большим числом богов и богинь вдохновили на создание религиозных объектов, включая изображения в живописи и скульптуры.
В 1930-х годах в Монгольской Народной Республике осуществлялись массовые репрессии против лам и шаманов, была разрушена большая часть буддийских монастырей. Во Внутренней Монголии религия сильно пострадала от Культурной революции.

### Христианство
Христианство несторианского толка проникло на территорию современной Монголии уже в VII веке; к XIII веку его исповедовали уже целые племена (например, кереиты). В период Монгольской империи наибольшего расположения к себе христианство добилось при хане Мунке; империю посещали многочисленные католические миссии из Европы; однако с распадом империи христианство с территории Монголии полностью исчезло.
Вторая волна христианских миссий в Монголию началась с конца XVIII века, когда Внешнюю Монголию посетила первая православная миссия из Российской империи, и многократно усилилась со второй половины XIX века, когда в страну устремились многочисленные протестантские и католические миссионеры из Западной Европы (Дж. Гилмор, Ф. А. Ларсон и др.). В 1864 году в столице страны Урге при российском консульстве был построен первый со времён империи христианский храм — Свято-Троицкая церковь.
С момента Народной революции в ходе секуляризационной политики правительства численность христиан всех конфессий резко пошла на убыль.
С 1990-х годов ряд протестантских сект, в особенности Церковь Иисуса Христа Святых последних дней, вновь пытается закрепиться в Монголии. В 1998 году возобновил работу православный Троицкий приход. В 2002 году католическая церковь преобразовала основанную ею в 1922 году Самоуправляемую миссию в Апостольскую префектуру Улан-Батора; в центре столицы построен католический собор.
Около 4 % от всего населения Монголии составляют мусульмане — казахское население аймака Баян-Улгий.

## Искусство

#### Историография
Старейшим памятником монгольской литературы считается Тайная история монголов (1240), содержащее отрывки из более древней поэзии. Есть ещё несколько примеров монгольской литературы времён Монгольской империи в письменной форме: фрагменты песни о матери и родных краях, где вырос. Они были найдены в захоронении воина на Волге в 1930 году, 25 рукописей и фрагментов блока печати были найдены в Турфане в 1902/03, П. К. Козлов привёз фрагменты из Хара-Хото в 1909 году.
Начиная с XVII века, все хроники были сохранены. Они также содержат длинные аллитерационные проходы. Примерами являются многие анонимные работы, описывающие разные исторические события, и многое другое.

#### Переводная литература
Уже во времена Монгольской империи в стране стали известны буддийские образцы и индийские тексты. Следующая волна переводов индийских и тибетских текстов пришла с буддийской проповедью в конце XVI — начале XVII веков. Начиная с 1650-х годов, копии религиозных текстов, таких как Кангьюр и Тэнгьюр, а также Гэсэриады стали появляться в виде рукописей. Они в основном печатались в Пекине и в некоторых монгольских монастырях.
Со временем в Монголии в период династии Цин многие китайские произведения были переведены на монгольский язык. В то же время социальное недовольство от пробуждения монгольского национализма приводят к созданию таких работ, как Ванчинбалын Инжинаш. Издаются исторические романы и рассказы.
Начиная с Цыбена Жамцарано многие буряты 1910-х годов, работали над переводом важных произведений русской и европейской литературы на монгольский язык.

### Изобразительное искусство
До начала XX-го века большинство произведений изобразительного искусства в Монголии имело религиозные функции, и поэтому монгольское изобразительное искусство находилось под сильным влиянием индо-тибетского буддийского изобразительного канона. Танки, как правило, окрашивались или исполнялись в технике аппликации.

#### Скульптура
В XVII веке в Монголии распространяется художественное литьё из бронзы. Бронзовые скульптуры-бурханы обычно изображали буддийских божеств. Среди монгольских скульпторов необходимо отметить Джебдзун-Дамба-хутухту Дзанабадзара (1635—1723), создателя уникальных образов бодхисаттвы Тары.
Первым образцом монументальной скульптуры в Монгольской народной республике стал памятник Сухэ-Батору С. Чоймбола (1946). Крупнейшим образцом современного монгольского бронзового литья является воссозданная в 1996 году статуя «Мэгжид Жанрайсэг». Монгольские ваятели традиционно сильны в деревянной скульптуре; многие из них — признанные мастера-анималисты.

#### Живопись
Первым известным образцом светского монгольского портрета является изображение матери Дзанабадзара Ханджамц, приписываемое ему либо его ученикам. Интерес к светской живописи пробуждается в конце XIX — начале XX веков. Кисти эрдэни-дзуского иконописца Сономцэрэна принадлежат портреты Тушэту-хана Насантогтохо и его жены Ичинхорло; Цаганжамбы — портрет Худулмэрийн-Батора Гунжинлхама и утерянный портрет Джа-ламы, пейзаж «Восемь счастливых коней». Основоположники монгольского городского пейзажа — Жугдэр («Их-Хурэ») и Г. Дорж («Сайн-Нойон-хан-хурэ», «Майдари в Их-Хурэ»). Характерными чертами этой живописной манеры, получившей название «монгол зураг», являются декоративность, обилие жанровых сцен. При написании портретов нередко использовались фотографии. Вершиной этого периода стало творчество Б. Шарава («Один день в Монголии», «Портрет Богдо-хана» и др.)
В конце XIX — начала XX века наиболее широкую известность получили произведения народной живописи, это миниатюрные картинки — дзагал и игральные карты — уйчур
После Народной революции такие художники, как Д. Манибазар, У. Ядамсурэн, А. Сэнгэцохио, Д. Дамдинсурэн, Ц. Минжур стали сочетать с своём творчестве усвоенный из советской живописи соцреализм с элементами монгол зураг. Крупнейшими пейзажистами МНР были Н. Цултэм и Л. Гава, авторами жанровых сцен — Г. Одон и О. Цэвэгжав.
Среди первых попыток ввести модернизм в изобразительном искусстве Монголии была картина «Любовь матери», созданная в 1960-х годах; однако все направления живописи искусства получили распространение после демократической революции 1990 года.

### Театр
Религиозные театральные постановки о тибетском отшельнике Миларепе показывались уже в XVIII и XIX веках. Старейшая пьеса, поставленная в Монголии — «Лунная кукушка», переведённая с санскрита Равджой в 1831 году. Первый профессиональный монгольский Государственный театр был основан в Улан-Баторе в 1930 году. Одной из первых монгольских опер стала драма «Три печальных холма» Д. Нацагдорожа. В социалистический период каждый аймак получил свой собственный театр. Они регулярно выпускают клипы, которые распространяются на DVD или в Интернете.

### Архитектура
Основой архитектуры Монголии стала юрта. Форму юрты принимали разные здания, в частности, буддийские храмы. Большой вклад в архитектуру Монголии внесли Алтан-хан и Дзанабадзар. Монгольский стиль архитектуры формировался под влиянием таких стилей, как китайский, тибетский и русский. Часто встречаются в Монголии сочетания разных стилей.

### Музыка
Монголия имеет очень старые музыкальные традиции. Основными традиционными элементами являются горловое пение, игра на моринхуре и других инструментах (шанза, лимба, хучир, ечир), а также несколько типов песен; среди них — т. н. «протяжная песня». Монгольские мелодии, как правило, характеризуются гармонической пентатоникой и длинными нотами в конце музыкальной фразы.
Первой монгольской оперой стала поставленная в Музыкально-драматическом театре опера «Три печальных холма» на музыку музыканта-самоучки Б. Дамдинсурэна и профессионального советского композитора Б. Смирнова, работавшего в Улан-Баторе. В XX веке монгольские композиторы, взращенные на европейской классической музыкальной традиции, экспериментировали, синтезируя её с национальной, в частности, С. Гончиксумла . С 1980-х годов в Монголии получили распространение все направления западной популярной музыки.

### Кинематограф
Впервые монгольский народ познакомился с искусством кинематографии в 1914 году, когда вернувшийся из Российской империи Сайн-Нойон-хан Намнансурэн привез с собой несколько кинолент, демонстрировавшихся в построенном в Урге иллюзионе.
Первый монгольский кинофильм — «Сын Монголии»— был снят совместно с советским режиссёром Ильёй Траубергом в 1936 году. В социалистические времена фильмы рассматривались как пропаганда Монгольской народно-революционной партии. Первые темы фильмов — популярные легенды и революционные герои, как в фильмах «Сухэ-Батор» (1941) и «В логове» (1972). В 1950-х годах акцент сместился на героев рабочего класса, например, в фильме «Новый год» (1954). В 1970-е годы вышло много документальных фильмов и историй, например, фильм «Прозрачный Тамир» (1970—1973). Снимались фильмы с участием советских киностудий, в частности, «Через Гоби и Хинган» (1981), а также восточногерманских — приключенческий фильм «Вождь Белое Перо» (1983). Всего с момента основания студии «Монголкино» до демократической революции в МНР было снято порядка 150 фильмов, то есть снималось приблизительно по четыре-пять фильмов в год.
После демократизации режиссёры обратились за поддержкой к международным партнерам. Так, совместно с японцами был создан фильм «Чингисхан. На край земли и моря». Были созданы фильмы, которые связаны с древними традициями и мифологией и их существованием в современном мире, напр. монголо-германский фильм «Пещера жёлтой собаки». В 2009 году большим успехом пользовалось продолжение фильма 1985 года «Я тебя люблю» — «Я тебя люблю 2». В 2010 году был снят монгольско-российский комедийный боевик «Операция „Татар“».